# Благовіст (космічний апарат)

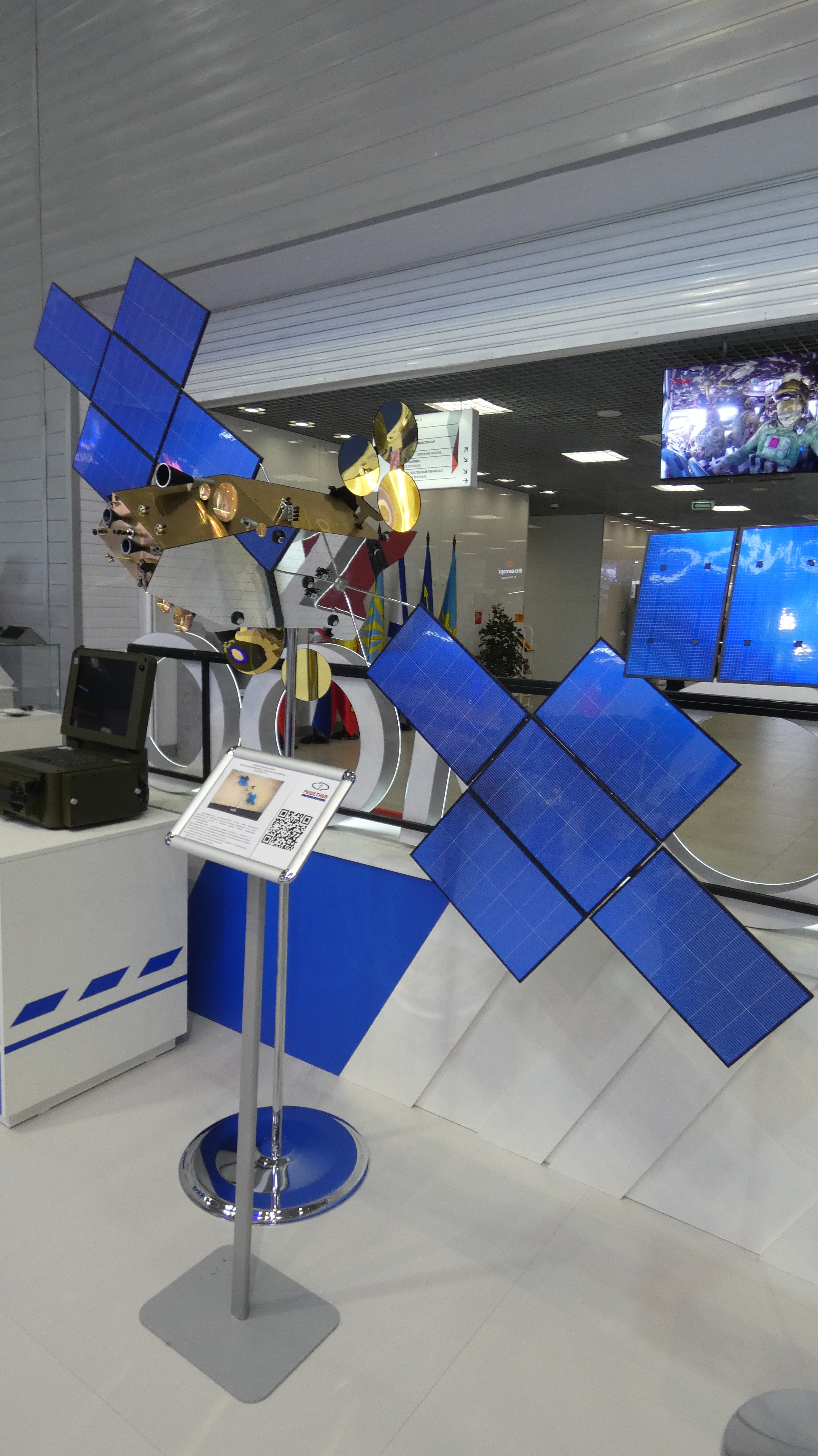
Макет на виставці «Армія-2021»

Благовіст (рос. «Благовест» ; изделие 14Ф149) — серія геостаціонарних російських супутників зв'язку військового призначення, розроблених об'єднанням Інформаційні супутникові системи імені академіка М. Ф. Решетньова на замовлення Міністерства оборони Росії. Супутникове угрупування призначене для забезпечення споживачів телефонним та відеоконференцзв'язком, високошвидкісною передачею даних.
Супутники працюють в діапазонах C (3,4-4,2 ГГц на лінії «вниз» і 5,975-6,475 ГГц на лінії «вгору») і Ка/Q (20 ГГц на лінії «вниз» і 44 ГГц на лінії «вгору»). Корисне навантаження створювалося за участю європейської компанії Thales Alenia Space, проте співвідношення російських і імпортних складових невідомо. Спочатку передбачалося використання системи Благовіст також і для цивільних потреб, але згодом було прийнято рішення використовувати її лише для потреб Міністерства оборони РФ.

## Запуски угруповання супутників «Благовіст»
| Дата запуска по МСК | Назва супутника               | COSPAR    | Космодром | Ракета-носій / РБ | Платформа     | Строк служби |
| ------------------- | ----------------------------- | --------- | --------- | ----------------- | ------------- | ------------ |
| 17 серпня 2017 року | Космос-2520 (Благовест № 11Л) | 2017-046A | Байконур  | Протон-М / Бриз-М | Экспресс-2000 | 15 років     |
| 19 квітня 2018 року | Космос-2526 (Благовест № 12Л) | 2018-037A | Байконур  | Протон-М / Бриз-М | Экспресс-2000 | 15 років     |
| 21 грудня 2018 року | Космос-2533 (Благовест № 13Л) | 2018-107A | Байконур  | Протон-М / Бриз-М | Экспресс-2000 | 15 років     |
| 6 серпня 2019 року  | Космос-2539 (Благовест № 14Л) | 2019-048A | Байконур  | Протон-М / Бриз-М | Экспресс-2000 | 15 років     |